# منطقه تاجوره
منطقه تاجوره (به عربی: إقلیم تاجورة) یک منطقه در جیبوتی است که در جیبوتی واقع شده‌است.

## خصوصیات
منطقه تاجوره ۷٬۱۰۰ کیلومترمربع مساحت و ۹۶٬۸۳۰ نفر جمعیت دارد.